# Ґуннар Сеттерваль
Карл Ґуннар Емануель Сеттерваль (швед. Carl Gunnar Emanuel Setterwall; 18 серпня 1881, Стокгольм — 26 лютого 1928, Стокгольм) — шведський теннісист, призер Олімпійських ігор 1908 і Літніх Олімпійських ігор 1912.
Ґуннар народився в родині залізничного магната і мільйонера Карла Сеттерваля (1842—1909). Після смерті батька очолив сімейний бізнес, поєднуючи його з професійним заняттям тенісом. Понад 16 років Сеттерваль вважався найсильнішим тенісистом Швеції, вигравши 12 національних чемпіонатів в одиночному розряді, а також срібну медаль світової першості 1913 року. Однак перш за все він відомий успішними виступами на міжнародних змаганнях у парному розряді.
На лондонській Олімпіаді 1908 року Сеттерваль в парі зі своїм співвітчизником Вольмарем Бустрьомом виграв бронзові медалі в парному розряді в приміщенні. Чотири роки по тому він виграв три медалі (2 срібні і 1 бронзу) на Олімпіаді 1912 року в Стокгольмі в парі з Сігрідом Фіком і Карлом Кемпе.
Ґуннар Сеттерваль був особисто знайомий з шведської королівською сім'єю. Сам король Густав V був його постійним тенісним партнером. У 1906 році Сеттерваль і Густав (ще був у той час принцом) стали переможцями парного міжнародного турніру в Мальмі, перемігши у фіналі майбутнього партнера Гуннара на Олімпійських іграх Карла Кемпе, що грав в парі з англійцем Дерінгом.